# Dąb mongolski
Dąb mongolski (Quercus mongolica Fisch. ex Ledeb.) – gatunek roślin z rodziny bukowatych (Fagaceae Dumort.). Występuje naturalnie w Rosji (na Syberii), Japonii, na Półwyspie Koreańskim oraz Chinach (w prowincjach Gansu, Hebei, Heilongjiang, Henan, Jilin, Liaoning, Qinghai, Shaanxi, Szantung, Shanxi i Syczuan, a także w regionach autonomicznych Mongolia Wewnętrzna i Ningxia). 

## Morfologia

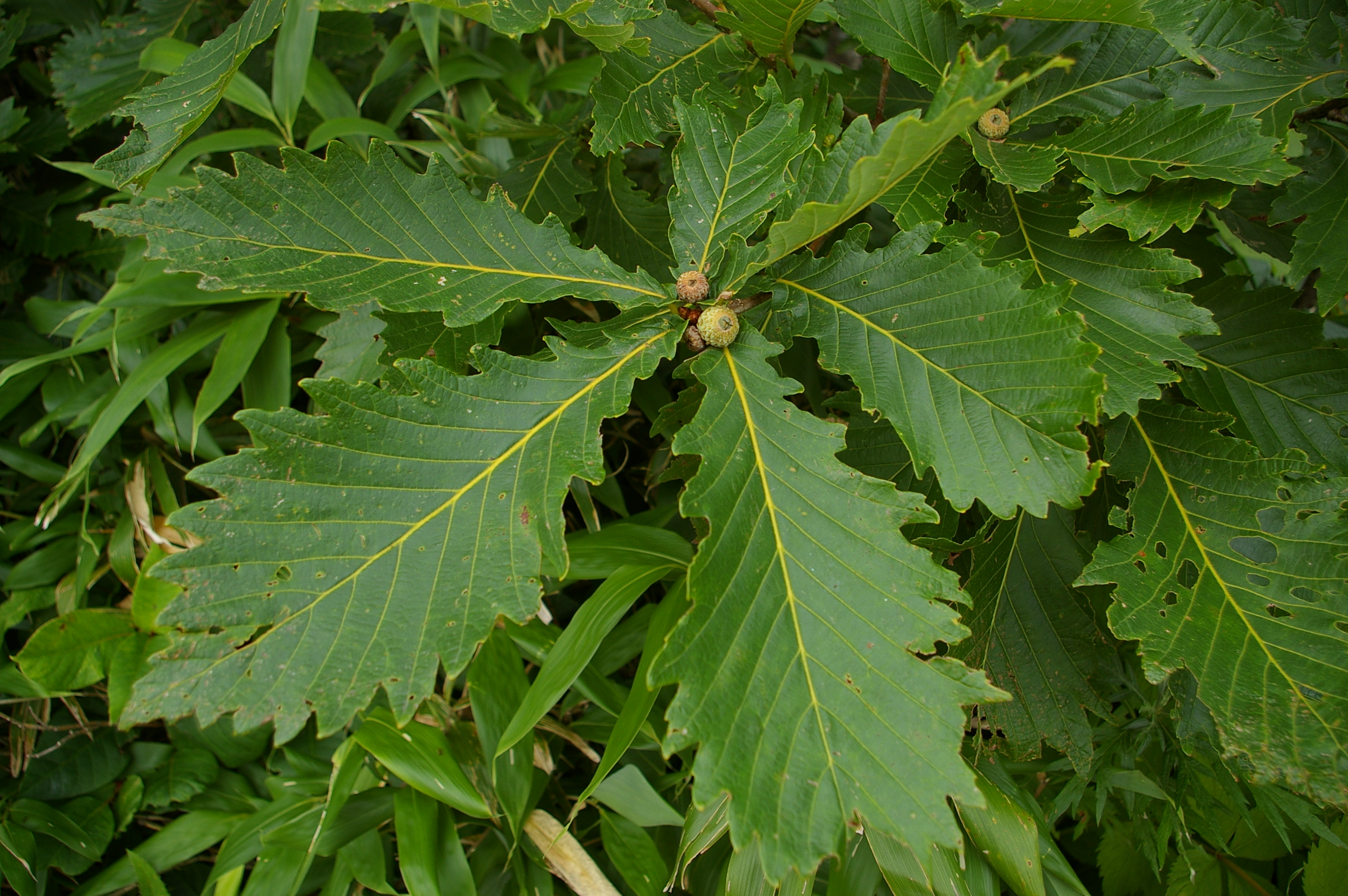
Liście i żołędzie

PokrójZrzucające liście drzewo dorastające do 30 m wysokości.
LiścieBlaszka liściowa ma odwrotnie jajowaty kształt. Mierzy 7–19 cm długości oraz 3–11 cm szerokości, jest piłkowana na brzegu, ma zaokrągloną lub uszatą nasadę i ścięty, krótko zakończony lub ogoniasty wierzchołek. Ogonek liściowy jest nagi i ma 2–8 mm długości.
OwoceOrzechy zwane żołędziami o kształcie od jajowatego do elipsoidalnego, dorastają do 15–24 mm długości i 13–18 mm średnicy. Osadzone są pojedynczo w miseczkach w kształcie kubka, które mierzą 8–15 mm długości i 12–18 mm średnicy. Orzechy otulone są w miseczkach do 35–50% ich długości.

## Biologia i ekologia
Rośnie w lasach mieszanych. Występuje na wysokości do 2500 m n.p.m. Kwitnie od maja do czerwca, natomiast owoce dojrzewają od września do października. 

## Zmienność
W obrębie tego gatunku oprócz podgatunku nominatywnego wyróżniono jeden podgatunek:
- Quercus mongolica subsp. crispula (Blume) Menitsky